# 赫舍尔岛 (加拿大)
赫舍尔岛 (英語：Herschel Island；因纽特语: Qikiqtaruk)加拿大育空地區北部北冰洋波弗特海中的一座无人岛屿，距北美洲大陆海岸约5千米，面积116平方千米。入选加拿大世界遗产预备名单。